# Vodní nádrž Znojmo
Vodní nádrž Znojmo je vodní nádrž na řece Dyji uvedená do provozu v roce 1966. Hráz vodního díla, jejíž délka činí 115 m, se nachází v těsné blízkosti centra Znojma, na říčním kilometru 132,73, v nadmořské výšce 228,49 m n m. Hráz je vybavena dvěma spodními výpustmi (každá DN 1000) a korunovým dvoupolovým bezpečnostním přelivem hrazeným segmenty a klapkami. Celá zátopa vodního díla se nachází v národním parku Podyjí a její břehy jsou porostlé zachovalými lesními porosty.

## Využití
- vyrovnávání nerovnoměrných průtoků v řece (špičkový provoz elektrárny na vodním díle Vranov)
- výroba elektrické energie
- zajištění trvalého minimálního průtoku v suchých obdobích
- protipovodňová ochrana (zatěžkávací zkouškou pro přehradu byly povodně v roce 2006)
- odběr vody k vodárenskému zpracování[1]

## Vodní elektrárna
Ve zdejší vodní elektrárně jsou naistalovány 2 Kaplanovy turbíny (průměr oběžného kola 1 m) s instalovaným výkonem 1 350 kW (2× 675 kW). Hltnost je 12 m³/s (2 × 6 m³/s), spád 14,6 m.